# REVIEW-BEST OF GLAY
『REVIEW-BEST OF GLAY』（レビュー・ベスト・オブ・グレイ）は、GLAYが発売した初のベストアルバムである。
1997年10月1日にプラチナムレコード(販売元：ポリドール)よりリリース。2001年4月7日には、エクスタシー・ジャパンより再リリースされた。

## 概要
GLAYのアルバムとしては初めて裏ジャケットに収録曲が表記されておらず、新品時に付属しているステッカーに収録曲が表記されている。
11枚目のシングル「口唇」が初のオリコン1位獲得、12枚目のシングル「HOWEVER」が初のミリオンセラーを記録するなど、GLAYの人気が上昇している中で発売された初のベストアルバムで、メジャーデビューからわずか3枚のオリジナルアルバム（インディーズを含めると4枚）をリリースした中での発売となった。ブックレットは歌詞カードとメンバーのジャケット写真の2枚に分かれており、特殊な光沢の紙が使用されている。リマスタリング・エンジニアは小泉由香、小野誠彦。
アマチュア時代から貯めていた楽曲のストックが、3枚目のアルバム『BELOVED』を制作した時点で尽きてしまい、翌1997年は新しく曲のストックを貯める期間にするため、本作の発売が決定した。TAKUROも本作のリリースに関して、「生みの苦しみを云々するよりも、気分をガラッと変えて、今までやってきたソング・ライティングの意味を再確認しようと思った」と語っている。その結果、同年12月の選曲会議では70曲以上のデモが揃い、また、本作のリリース時期に色んなインタビューを受け、「自分たちのこれまでの活動、音楽観、人間観、人との関係性、社会との距離みたいなのが、全部整理することができた」とTAKUROが述べ、本作のリリースは結果的に良かったのではないかと語っており、TERUも「ベスト盤をあの時期に出すかどうかで悩みましたけど、今思えば正解だったかも。」と語っている。
選曲に関してはシングル曲に拘らず、それまでにリリースしたアルバムから幅広く選ばれており、シングル曲ながら「Yes, Summerdays」「生きてく強さ」など、選曲されなかった曲も多い。これは、シングルの寄せ集めじゃなく自分たちの納得する選曲にしたいという意志を通したかったためとJIROが語っている。また、HISASHI曰く、「勝手に作られて売られちゃう感じが嫌だった」という理由もあり、インディーズ時代のアルバム『灰とダイヤモンド』からの選曲は、速いテンポで新しくリテイクされた。当時の最新シングルだった「口唇」「HOWEVER」も収録されているため、TAKUROは「ベストではあるけれど、新曲2曲を含むニュー・アルバムでもあります」と語っている。
2015年7月31日には、本作を含め、全てのベストアルバムが、iTunesにて「Mastered for iTunes(全曲リマスタリング)」仕様で再配信された。これで、iTunesで配信されているGLAYのアルバムに関しては、全てリマスタリング音源で配信されたことになった。また、同日、moraでは全アルバムのハイレゾ音源での配信が開始された。

## 記録
- 初回出荷は220万枚、発売初日の追加注文が70万枚[6]。発売初週に200.3万枚を売り上げ、オリコン初登場1位を獲得[7]。また、プラネット調べでは、発売初週に227.5万枚を売り上げた[8]。
- アルバム作品で初週ミリオンを達成した男性アーティストは、B'z（『IN THE LIFE』で初達成）、Mr.Children（『深海』で初達成）に次いで3組目となった[9]。
- オリコン集計でアルバムの初動売上が200万枚を超えたのは本作が初めてで、当時のアルバム初動売上歴代1位を記録した（現在は歴代8位）。オリコン調べでは、1998年2月16日付で累計約415万枚を売り上げ[10]、それまでで歴代1位であったglobeのアルバム『globe』の記録を上回り、当時の日本記録を樹立[11]。さらに同年7月13日付で、それまでオリコン史上最大の売上であった子門真人のシングル「およげ!たいやきくん」の記録を上回り、シングル・アルバムを合わせた当時の日本記録を樹立したが、わずか1週後にはB'zの『B'z The Best "Pleasure"』に抜かれた[12]。最終的には約488万枚の売り上げを記録し、1998年〜1999年にかけて起こったベスト盤ブームの先駆けとなった。出荷枚数では500万枚を突破している[13]。また、1999年の「ギネスブック（現・ギネス世界記録）」に「日本で最も売れたアルバム」として掲載された。日本記録に関して、現在では『First Love』（宇多田ヒカル）、『B'z The Best "Pleasure"』（B'z）に次いで歴代3位、ベストアルバムでは歴代2位となっている。
- 10月発売だったため1997年の集計期間は2ヶ月であったものの、330万枚以上を売り上げて上半期アルバムチャート1位の『BOLERO』（Mr.Children）をかわしてGLAY初の年間アルバムチャート1位を獲得した。また翌年もシングルが発売されるたびにチャートを上昇するなどにより100万枚以上を売り上げた。
- アルバム売上歴代3位
- ベストアルバム売上歴代2位
- アルバム初動売上歴代8位
- 男性アーティストアルバム売上歴代2位
- 1997年アルバムチャート年間1位
- 1998年アルバムチャート年間19位
- 第12回日本ゴールドディスク大賞ロック・アルバム・オブ・ザ・イヤー受賞[14]

※売上はいずれも(株)オリコン調べ。

## 評価
かつてオリコンの社長であった小池聰行は本作のヒットに対し、「発表のタイミングが絶妙によかった。」と分析し、シングル「HOWEVER」がロングヒットし売れていた時期でのベスト・アルバムであったことが売上を更に高めた要因になったと語っている。本作をステップアップのための作品として捉え、一般的なベスト・アルバムに見られる過去の集大成ではなく、未来を見つめていると評価した。

## 収録曲

### CD
| 全作詞・作曲: TAKURO。 |                          |           |            |                  |      |
| #                      | タイトル                 | 作詞      | 作曲・編曲 | 編曲             | 時間 |
| 1.                     | 「グロリアス」           | TAKURO    | TAKURO     | GLAY・佐久間正英 | 4:53 |
| 2.                     | 「彼女の“Modern…”」      | TAKURO    | TAKURO     | GLAY・佐久間正英 | 4:28 |
| 3.                     | 「BELOVED」              | TAKURO    | TAKURO     | GLAY・佐久間正英 | 4:43 |
| 4.                     | 「More than Love」       | TAKURO    | TAKURO     | GLAY・佐久間正英 | 4:45 |
| 5.                     | 「千ノナイフガ胸ヲ刺ス」 | TAKURO    | TAKURO     | GLAY             | 5:14 |
| 6.                     | 「ずっと2人で…」         | TAKURO    | TAKURO     | GLAY・佐久間正英 | 7:06 |
| 7.                     | 「口唇」                 | TAKURO    | TAKURO     | GLAY・佐久間正英 | 3:36 |
| 8.                     | 「RHAPSODY」             | TAKURO    | TAKURO     | GLAY・佐久間正英 | 5:16 |
| 9.                     | 「HOWEVER」              | TAKURO    | TAKURO     | GLAY・佐久間正英 | 5:32 |
| 10.                    | 「Freeze My Love」       | TAKURO    | TAKURO     | GLAY・佐久間正英 | 5:32 |
| 11.                    | 「KISSIN' NOISE」        | TAKURO    | TAKURO     | GLAY             | 4:54 |
| 12.                    | 「軌跡の果て」           | TAKURO    | TAKURO     | GLAY・佐久間正英 | 5:31 |
| 合計時間:              | 合計時間:                | 合計時間: | 61:30      |                  |      |

### 楽曲解説
1. グロリアス
ブレイクとなった8thシングル。
2. 彼女の“Modern…”
3rdシングル。
3. BELOVED
9thシングル。
シングルバージョンはアルバム初収録。
4. More than Love
2ndアルバム『BEAT out!』収録曲。
5. 千ノナイフガ胸ヲ刺ス
インディーズアルバム『灰とダイヤモンド』収録曲。
本作品には再録音されて収録。
6. ずっと2人で…
5thシングル「ずっと2人で…／GONE WITH THE WIND」の1曲目。
シングルバージョンはアルバム初収録。
7. 口唇
11thシングル。
アルバム初収録。
8. RHAPSODY
3rdアルバム『BELOVED』収録曲。
9. HOWEVER
12thシングル。
アルバム初収録。
10. Freeze My Love
4thシングル。
11. KISSIN' NOISE
インディーズアルバム『灰とダイヤモンド』収録曲。
本作品には再録音されて収録。
12. 軌跡の果て
2ndアルバム『BEAT out!』収録曲。

## 演奏
- 永井利光：Drums
- D.I.E.：Piano, Keyboards
- そうる透：Drums (#6)
- 湊雅史：Drums (#2)
- 佐久間正英：Computer Programming, Piano, Keyboards, Strings Arrangement